# Berrocalejo de Aragona
Berrocalejo de Aragona ist ein Ort und eine zentralspanische Gemeinde (municipio) mit 56 Einwohnern (Stand: 2024) in der Provinz Ávila in der Autonomen Region Kastilien-León. 

## Lage
Berrocalejo de Aragona befindet sich in den nördlichen Ausläufern der Sierra de Gredos gut neun Kilometer nordöstlich von Ávila in einer Höhe von 1090 m. Die Autopista AP-51 führt durch die Gemeinde. Das Klima im Winter ist kühl, im Sommer dagegen trotz der Höhenlage durchaus warm; der Regen (ca. 492 mm/Jahr) fällt – mit Ausnahme der nahezu regenlosen Sommermonate – verteilt übers ganze Jahr.

## Bevölkerungsentwicklung
| Jahr      | 1970 | 1981 | 1991 | 2001 | 2011 | 2021 |
| Einwohner | 101  | 43   | 46   | 51   | 49   | 49   |

## Sehenswürdigkeiten

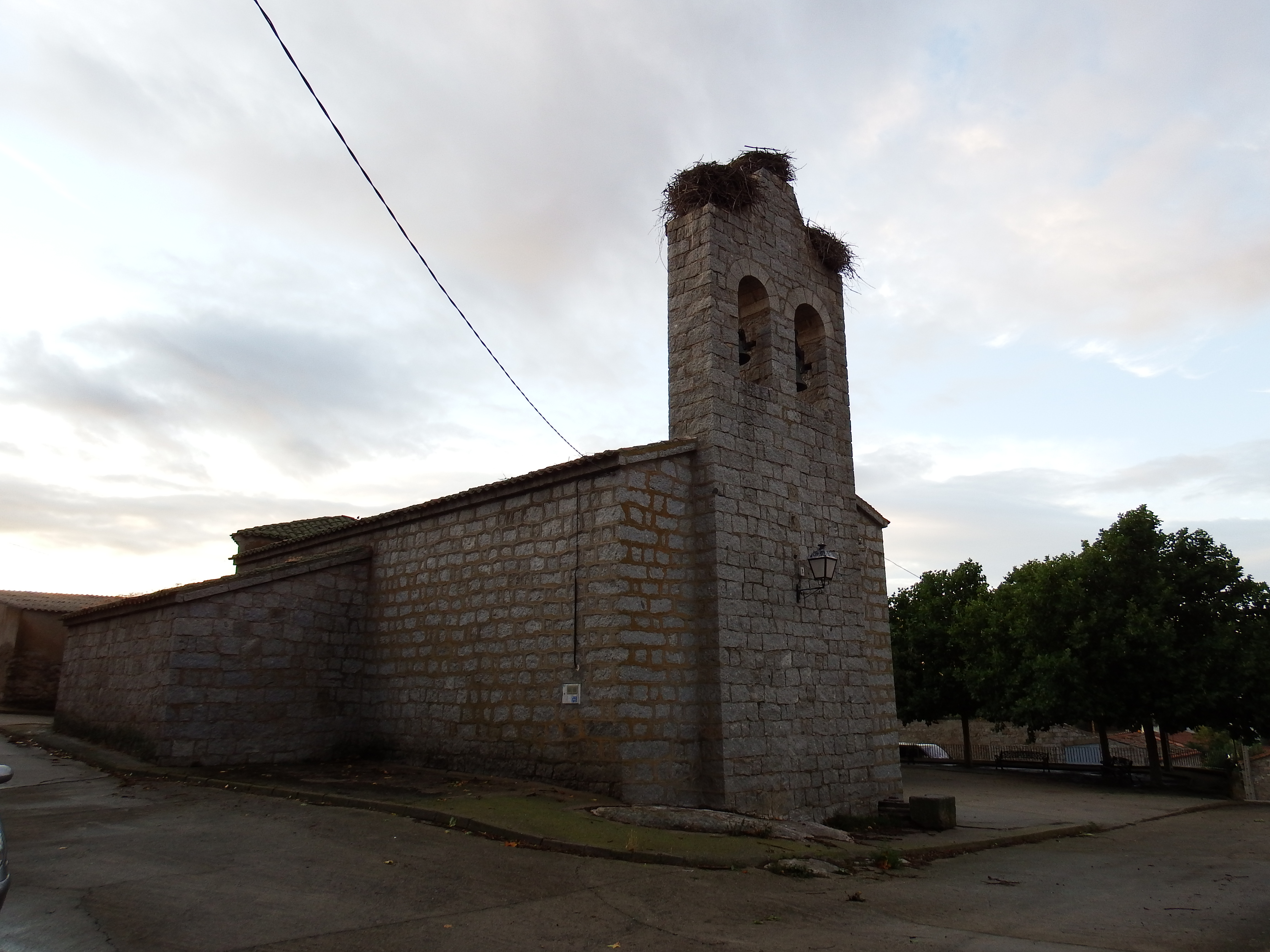
Marienkirche
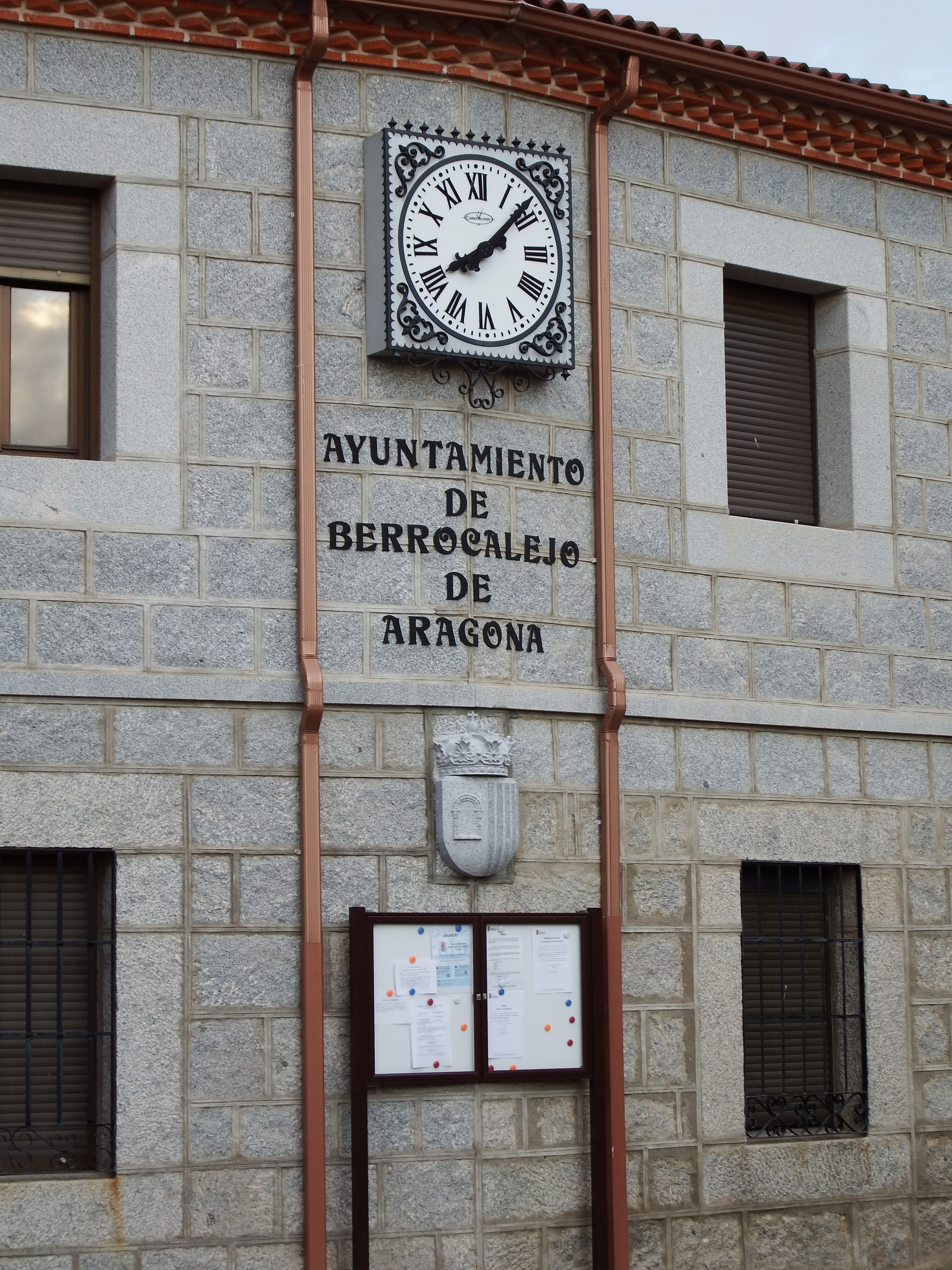
Rathaus

- Marienkirche
- Rathaus